# ISO 9362
ISO 9362は国際標準化機構によって承認された金融機関識別コードの標準書式である。
SWIFTコード（スウィフト（国際銀行間通信協会）コード）、SWIFTアドレスないしはBICコード(Bank Identifier Code)として知られ、銀行間の決済、特に国際決済に使用されている。

## 概要
コードは8文字か11文字で構成されている。
- 4文字 - 金融機関コード
- 2文字 - ISO国名略号
- 2文字 - 所在地コード
- 3文字 - 支店コード、任意付与（'XXX'は本店）

8ケタコードを与える場所は本店（本社）であることが多い。例として、国際的な銀行であるドイツ銀行を挙げる。ドイツ銀行は本社としてドイツのフランクフルトに拠点を置いている。 本店へのSWIFTコードはDEUTDEFFである。DEUTはドイツ銀行を特定、DEはドイツへの国名略号、そして、FFはフランクフルトへのコードである。
SWIFTコードを使用している銀行は、11ケタの拡張コードを使用して、国際間の送金が特定の支店へ向けられるのを許容する場合もある。その場合には支店コードにあたる9文字目から11文字目を個々の支店か処理領域に割り当てることになる。例えば、DEUTDEFF500はドイツ銀行のバート・ホンブルク支店への送金を許容していることになる。
国際銀行間通信協会（SWIFT）はこれらのコードの登録を扱っている。そのため、金融機関識別コード（BICs）はしばしばSWIFTアドレスやSWIFTコードと呼ばれる。
現在7500以上のコードが利用されており、さらに手動の取引に使用することができるおよそ1万の追加BICコードがある。